# 洗剂

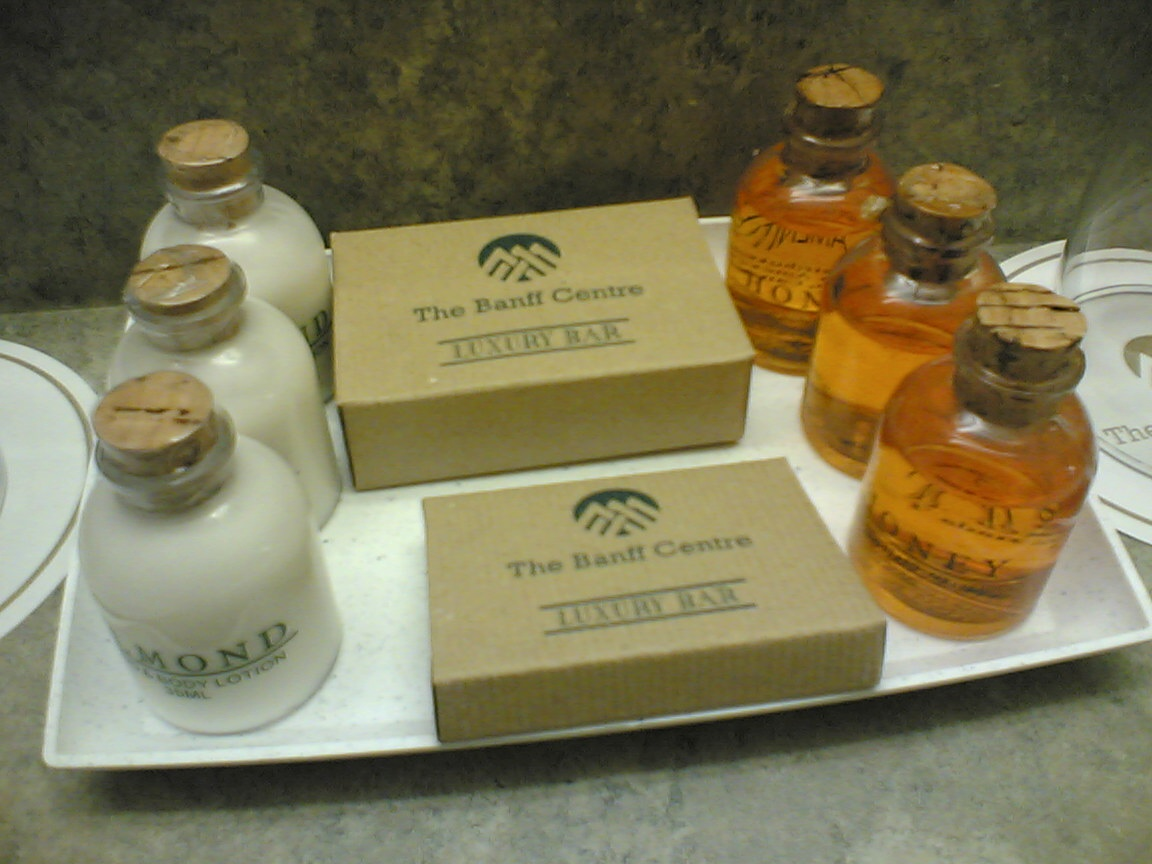
班夫中心提供的乳液和洗髮精

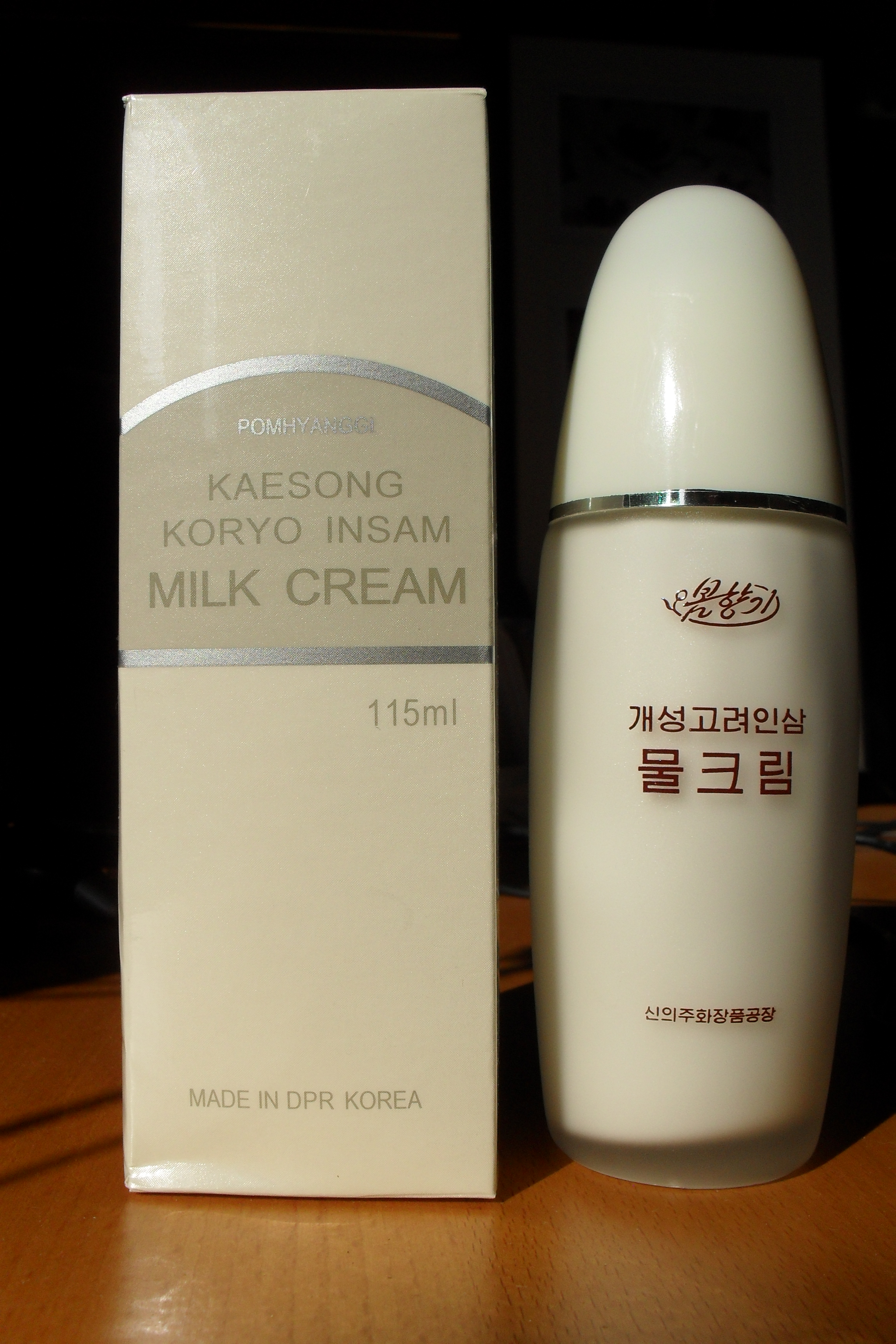
来自朝鲜的人参护手霜

洗剂，也有人叫 柔滲、身體乳 是一種低黏度到中黏度的外用制剂，用於未破的皮膚，常为水粉混合物。與其對比的是霜和凝膠，它們具有高黏度。
乳液就是洗剂的一種，可以直接用手，或是乾淨的布、棉毛紡織品、紗布等塗抹於皮膚上。許多乳液，特别是護手霜和洗面乳，並不是作為給藥系统配制，而是僅僅使皮膚光滑、滋潤和柔軟，它們在中老年人群中特别受歡迎。在許多場合，特别是面部使用時，它们更多地被歸類為化妝品，而通常帶有香氣。